# Wustrow (Fischland)
 For alternative betydninger, se Wustrow. (Se også artikler, som begynder med Wustrow)
Wustrow er en kommune og turistby i det nordøstlige Tyskland, beliggende ved Østersøen under Landkreis Vorpommern-Rügen. Landkreis Vorpommern-Rügen ligger i delstaten Mecklenburg-Vorpommern. Navnet Wustrow stammer fra det slaviske og betyder „det flydende sted“. Tidligere var badebyen et fiskerleje, i nutiden er turismen hovedindkomsten.
Wustrow er beliggende på halvøen Fischland-Darß-Zingst mellem Østersøen og Saaler Bodden. Umiddelbart syd for Wustrow ved bugten Permin ligger halvøens smalleste sted, som kun er 100 m bredt. Cirka 15 kilometer sydøst for kommunen befinder byen Ribnitz-Damgarten sig samt hovedvejen Bundesstraße 105, og cirka 40 Kilometer mod sydvest ligger Rostock.

## Historie
På stedet hvor den nuværende Wustrow Kirke er beliggende, bosatte der sig i folkevandringstiden den slaviske stamme venderne. Fischland var dengang en ø, hvor der på en kunstig høj blev oprettet en slavisk helligdom, (se også Svantevit). Stedet hed derfor tidligere Swante Wustrow (hellige ø).
Wustrow blev første gang nævnt i 1235 i en bekendtgørelse af pave Pave Gregor 9. til cistercienserordenens kloster Daugavgrīva i Livland. 1395 blev bugten Permin syd for Wustrow opfyldt af Hanseforbundet, for at besværliggøre konkurrenten Ribnitz' adgang til Østersøen. Siden den tid har Wustrow ikke mere ligget på en ø. I 1528 kom Fischland og dermed også Wustrow i nonneklosteret Ribnitz' besiddelse. Senere kom byen under Hertugdømmet Mecklenburgs besiddelse.
- Kommunens beliggenhed
- Wustrow Kirke
- Åledrivkvase
- Stranden ved Wustrow
- Stranden ved Wustrow
- Et historisk hus i Wustrow
- Wustrow Havn
- Wustrow Havn